# École de design et haute école d'art du Valais
 (août 2022).
 (août 2022).
L'École de design et Haute école d'art du Valais (EDHEA) se trouve à Sierre dans le canton du Valais. Elle rassemble sous le même toit une école d’arts appliqués (ED) membre des Swiss Design Schools et une haute école d’art (HEA) de niveau tertiaire universitaire, une situation unique en Suisse. De plus, elle dispose d’un institut de recherche.
En 2019, l’EDHEA, dans son ensemble, a intégré officiellement la HES-SO Valais-Wallis, une structure qui relève de l’enseignement tertiaire. Sa haute école d’art fait partie du domaine Design et Arts Visuels de la Haute École spécialisée de Suisse occidentale (HES-SO). L’enseignement secondaire II dispensé par l’EDHEA est placé sous mandat du Service de la formation professionnelle (SFOP) du Canton du Valais. 

## Formations

### Haute école d'art

#### Bachelor en arts visuels
Le Bachelor en arts visuels de l’EDHEA amène les étudiant·e·s à développer leur propre pratique artistique dans un cadre transdisciplinaire. Articulé sur trois années d’étude, le programme privilégie une approche expérimentale, qui décloisonne la relation entre théorie et pratique.

#### Master of Arts in Public Spheres
Le MAPS - Master of Arts in Public Spheres - est un programme multi-sites et agile qui met en avant les voyages et les déplacements dans l’approche expérimentale de la recherche artistique. Ce cursus de deux ans s'inscrit dans le cadre de la HES-SO et s'adresse aux artistes qui souhaitent explorer la relation existante entre l'art et les dimensions environnementales, politiques, culturelles et médiatiques propres à l'espace public.

### École de design

#### Graphiste CFC / MP
D’une durée de quatre ans, la formation professionnelle graphiste CFC /MP débouche sur un double diplôme : un certificat fédéral de capacité (CFC) et une maturité professionnelle arts visuels et arts appliqués (MP1-Arts).

#### Maturité professionnelle post-CFC
La maturité professionnelle arts visuels et arts appliqués post-CFC (MP2-Arts) est une formation en école à plein temps d’une année, essentiellement théorique, destinée aux titulaires d’un CFC apparenté à la filière choisie ou qui souhaitent se réorienter.

#### Propédeutique Art & Design
L’année de propédeutique prépare aux concours d’entrée des Hautes écoles d’art et de design et donne accès aux filières arts visuels, communication visuelle et cinéma. Un enseignement sous forme de tutorat est proposé aux élèves qui souhaitent entrer en design mode ou en design architecture d’intérieur.

#### Maturité spécialisée en arts visuels (MSAV)
La Maturité spécialisée en arts visuels (MSAV) s’adresse aux élèves ayant obtenu un certificat d’une école de culture générale. Elle permet d’accéder aux hautes écoles d’art et de design, plus spécifiquement aux filières arts visuels, communication visuelle et cinéma.

### Formations continues
L'EDHEA organise également des formations continues à destination du grand public.

## Historique

### École cantonale des Beaux-Arts
En 1949, l'artiste-peintre Fred Fay (7 juillet 1901 - 1er juin 1987) qui enseignait la peinture à Montana crée l’École cantonale des Beaux-Arts. Localisée dans un premier temps à Saxon, elle est ensuite déplacée à Sion en 1952.
En 1950, les autorités de Sion entreprennent les démarches pour que l'école puisse s'installer dans l'ancien « Vidomat » de la résidence du château de la Majorie. Dès lors, l'institution se développe en un temps relativement court avec des professeurs tel que Oscar Kokoschka, Alberto Sartoris, Willy Vuilleumier, Jean Lurçat, Joseph Martin... Les branches principales enseignées sont alors le dessin, la peinture, le modelage, la décoration, les arts graphiques, l'anatomie et l'histoire de l'art.
En 1972, le graphiste Harald Schulthess reprend la direction de l’école. Sous sa conduite, celle-ci ouvre une section de graphisme, une branche qui occupera une place de plus en plus importante dans les activités de l’institution.
En 1986, Walter Fischer, ancien élève de l’école, devient le nouveau directeur de l'école jusqu'en 1997.
En 1988, la Fondation de l'École Cantonale d'Art du Valais, supervise les activités de l’école qui sera dans le même temps subventionnée par l’Office fédéral de l’industrie, des arts et métiers et du travail. En 1990, l’école passe le cap des cent étudiants.

### École cantonale d’art du Valais
En 1997, l'artiste et chercheur Georges Pfründer devient le nouveau directeur. L’école change d'adresse pour se situer à Sierre dans l'ancien hôpital rénové et change de nom également pour devenir l’École cantonale d’art du Valais (ECAV). Dans le même élan, l'école devient pionnière en se dotant d’un institut de recherche. En 1998, elle met l’accent sur de nouveaux médias, vidéo et informatique, et développe la maturité professionnelle artistique. En l’an 2000, elle inaugure ses ateliers de sérigraphie, de lithographie, de relief et d’eau-forte, regroupés sous le nom de « Multiples-Éditions ».
Divers liens entre les institutions se renforcent avec le temps jusqu’à l’intégration avec la Hautes écoles spécialisées en 2019. Ainsi le « Master of Art in Public Sphere », mis sur pied en 2004 avec la Hochschule für Gestaltung und Kunst Luzern, intègre dès la volée 2008-2010 la filière d’études master HES-SO en arts visuels.
En 2009, Sibylle Omlin, première femme directrice d’une école d’art en Suisse, succède à Georges Pfründer. L’école compte bientôt plus de 200 élèves et étudiants.
En 2018, Jean-Paul Felley devient le nouveau directeur de l’école.

### École de design et haute école d'art du Valais
En 2019, à l’occasion de son 70e anniversaire, l’École cantonale d’art du Valais se renomme École de design et haute école d'art du Valais (EDHEA) et intègre officiellement la HES-SO Valais-Wallis. En 2021, la Fondation de l'École Cantonale d'Art du Valais déclare sa liquidation,. 

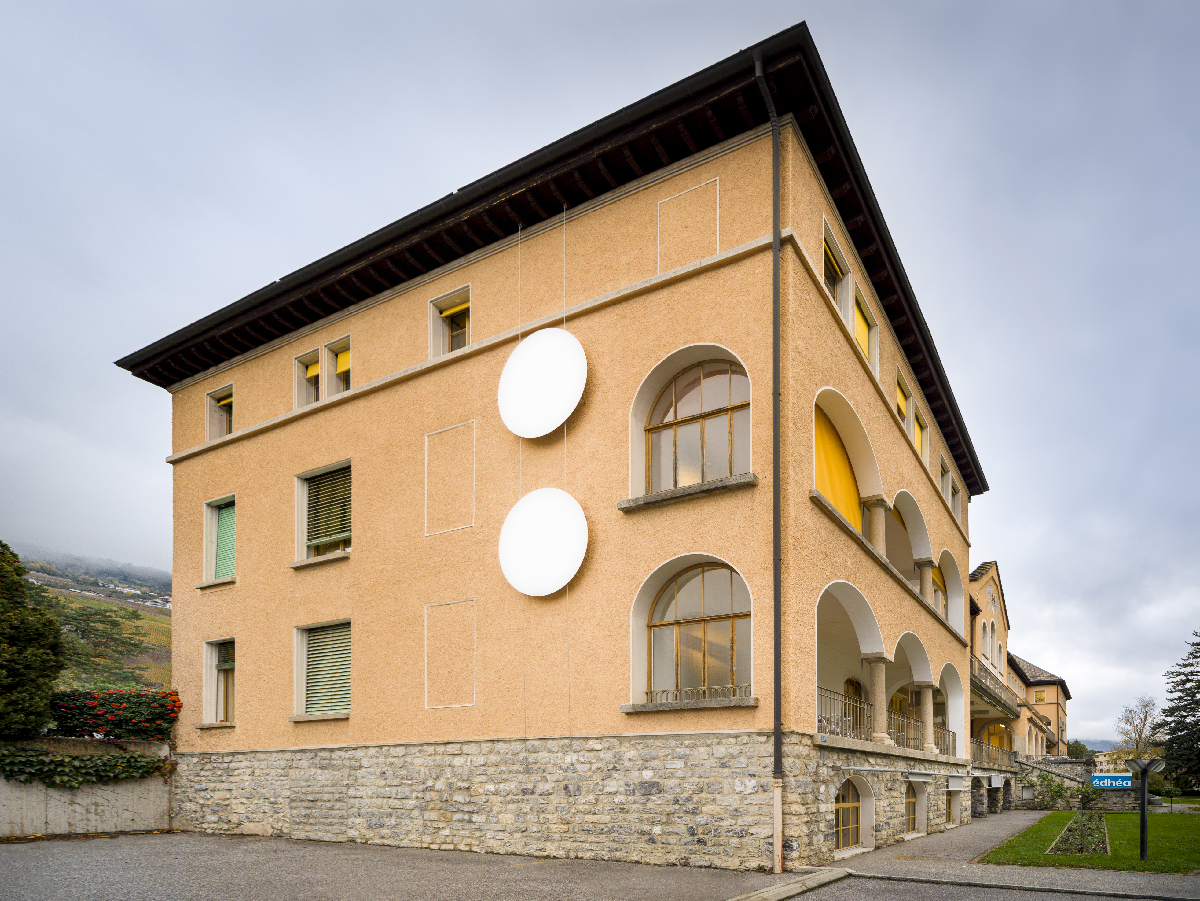
Bâtiment principal de l'EDHEA